# Адамчук, Кирилл Сергеевич
Кирилл Сергеевич Адамчук (род. 24 мая 1994, Тюмень) — российский хоккеист, защитник. Мастер спорта России (2024).

## Биография
Воспитанник тюменского «Рубина», в сезоне 2011/12 РХЛ дебютировал за «Газовик», затем стал играть в МХЛ за «Тюменский легион». Сезон 2014/15 начал в ВХЛ в составе «Рубина», 2 декабря перешёл в ханты-мансийскую «Югру». Дебютировал в КХЛ в январе, всего провёл пять матчей; сыграл три матча за команду «Мамонты Югры» в МХЛ. 23 июля 2015 года перешёл в «Ак Барс». Сезон 2015/16 провёл в команде ВХЛ «Барс». 24 августа 2016 перешёл в «Амур». Проведя 10 матчей, 20 октября вернулся в «Ак Барс». Сыграв за «Барс» четыре матча, 8 ноября перешёл в другой клуб ВХЛ «Нефтяник» Альметьевск. Перед сезоном 2019/20 вернулся в Казань, провёл 48 матчей за «Барс» и два — за «Ак Барс». 23 июня 2020 года был обменян в «Северсталь». 18 мая 2021 года был обменян обратно. 22 мая 2024 года перешёл в московское «Динамо», подписав двухлетний контракт.